# Segelmacher

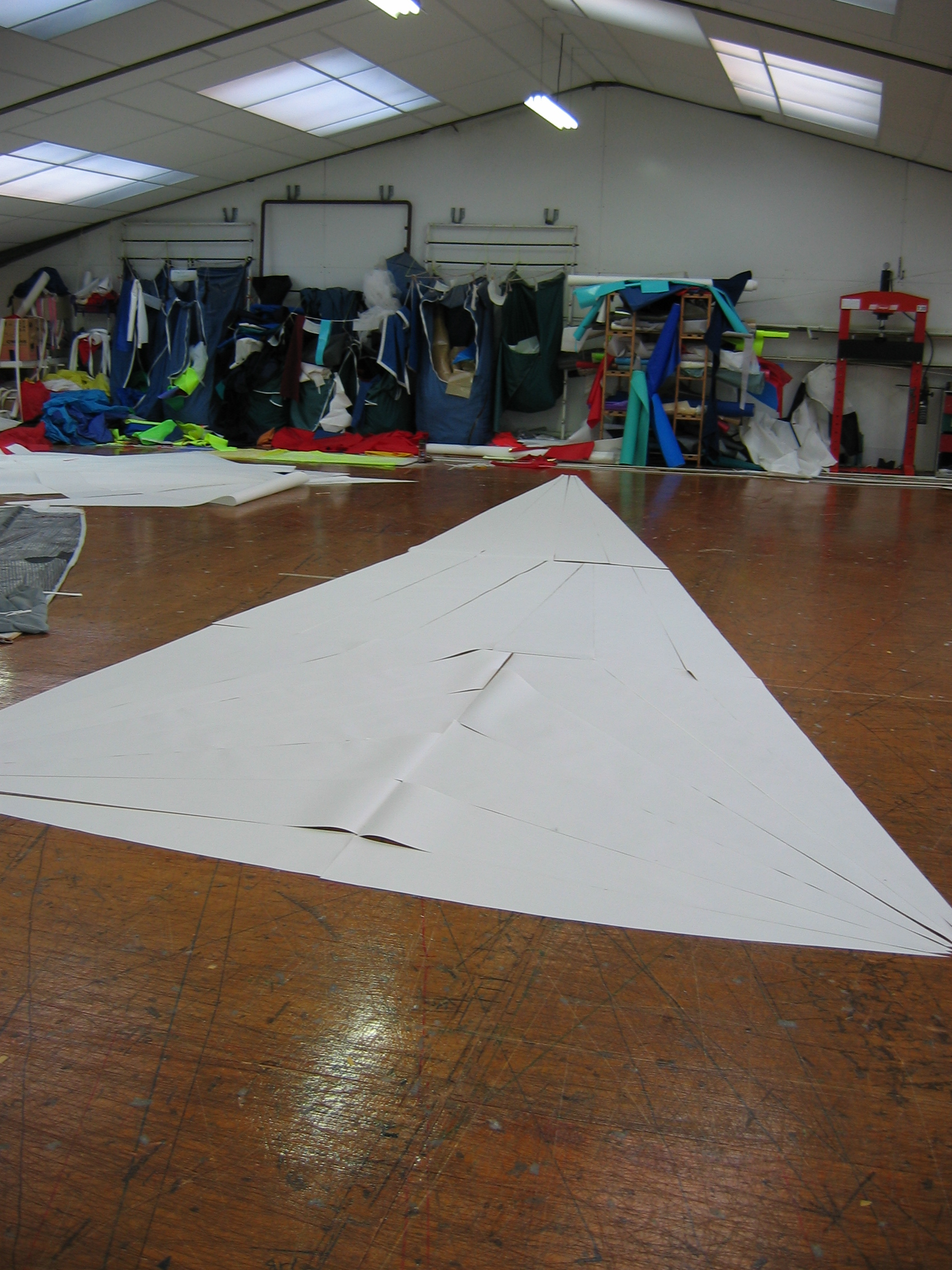
Schnürboden eines Segelmachers

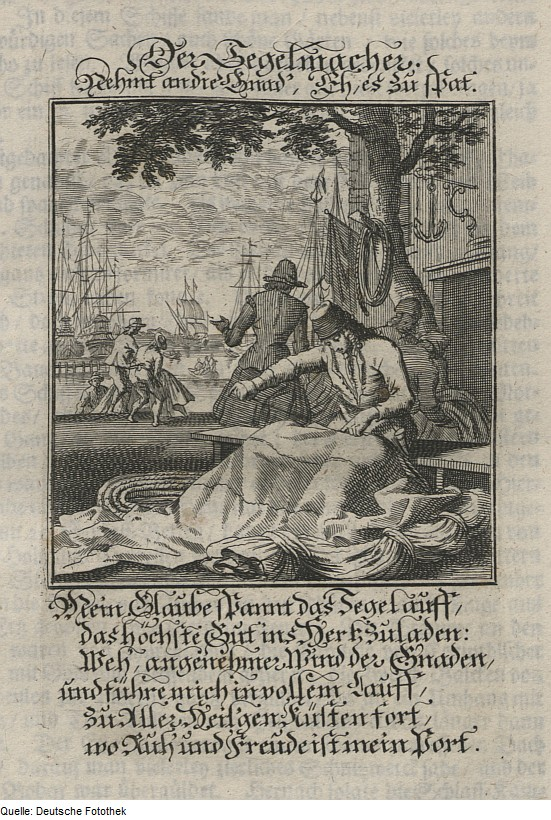
Der Segelmacher, Kupferstich (1698) von Christoph Weigel d. Ä.

Ein Segelmacher fertigt, repariert und wartet Segel, Planen, Sprayhoods und Persenninge für alle Segelschiffstypen, aber auch in anderen Bereichen, siehe Sonnenschutzsegel, Markisen und Zelte.
Segelmacher arbeiten in Segelmachereien und Bootsbaubetrieben, aber auch an Bord größerer Segelschiffe. Sie werden weiterhin von Raumausstatterbetrieben beschäftigt, in denen Sonnenschutzvorrichtungen und Markisen gefertigt werden. Die Tätigkeit enthält einen sehr hohen Anteil an Handarbeit, kann heute aber kaum noch ohne Maschineneinsatz bewerkstelligt werden.
Segel werden in großen Werkstätten auf einem Schnürboden angefertigt, auf dem ihre Umrisse in Originalgröße aufgerissen werden. Während die Konturen und Schnittkanten früher mit Schnüren markiert („abgeschnürt“) wurden, wird dieser Vorgang heute computergestützt mit Plottern erledigt. Durch einen entsprechenden Zuschnitt der einzelnen Bahnen kann dem Segel ein dreidimensionales Profil gegeben werden. Anschließend werden die Segelbahnen mit speziellen Nähmaschinen aneinandergenäht. Bei Segeln aus modernen Kunststoffen (Mylar, Kevlar, Laminatsegeln) wurde das Nähen teilweise durch Schweiß- und Klebetechniken ersetzt. Alle Segel müssen sodann von den Segelmachern noch mit den „Zubehörteilen“ ausgerüstet werden, mit denen sie später an Bord befestigt und bedient werden: Kauschen, Reff- und Liekleinen, Augen usw.
Segelmacher montieren Segel, Planen, Verdecke und Markisen vor Ort. Sie nehmen häufig auch an Segeltörns und insbesondere an Regatten teil, um den Auftraggebern den optimalen Trimm der von ihnen angefertigten Segel zu zeigen, oder um Modifikationen zur Optimierung der Segel vorzunehmen.
Der Beruf des Segelmachers ist in Deutschland ein anerkannter Ausbildungsberuf nach dem Berufsbildungsgesetz (BBiG) und der Handwerksordnung (HwO). Die Ausbildung erfolgt im jeweiligen Ausbildungsbetrieb sowie der bundesweit zuständigen Berufsschule auf dem Priwall. Sie dauert drei Jahre.

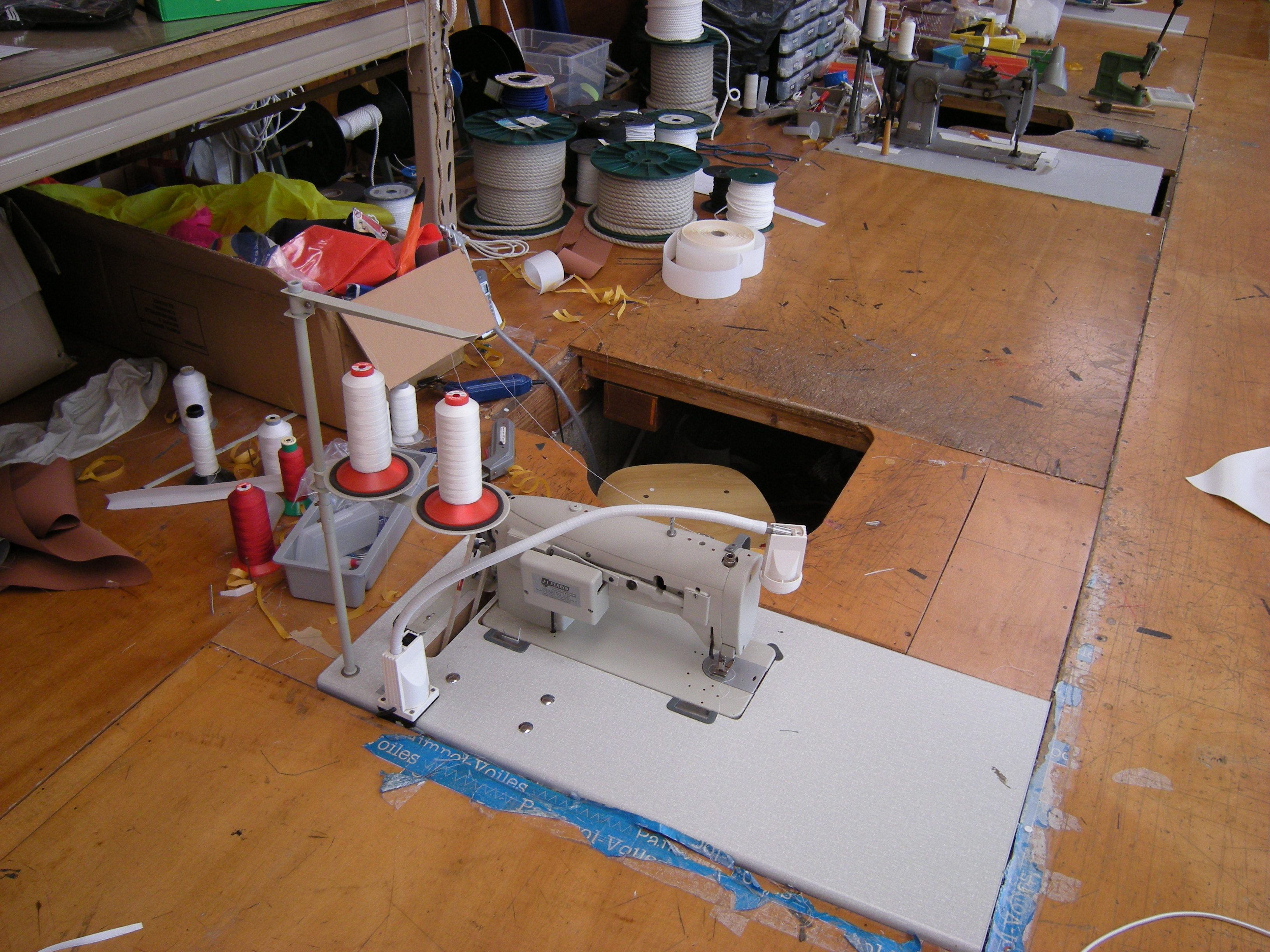
Nähmaschine eines Segelmachers
Sonnensegel
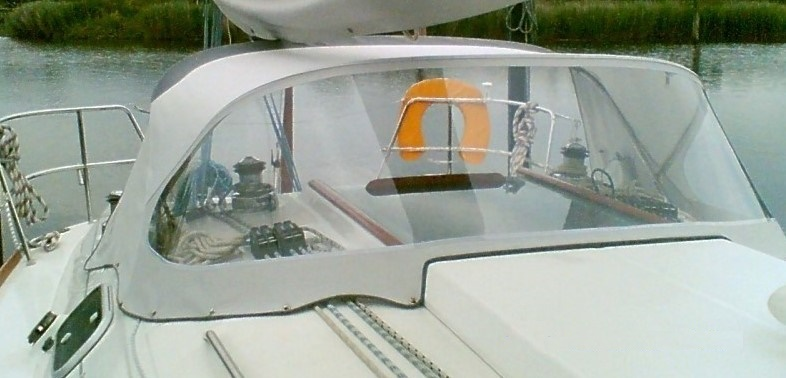
Sprayhood
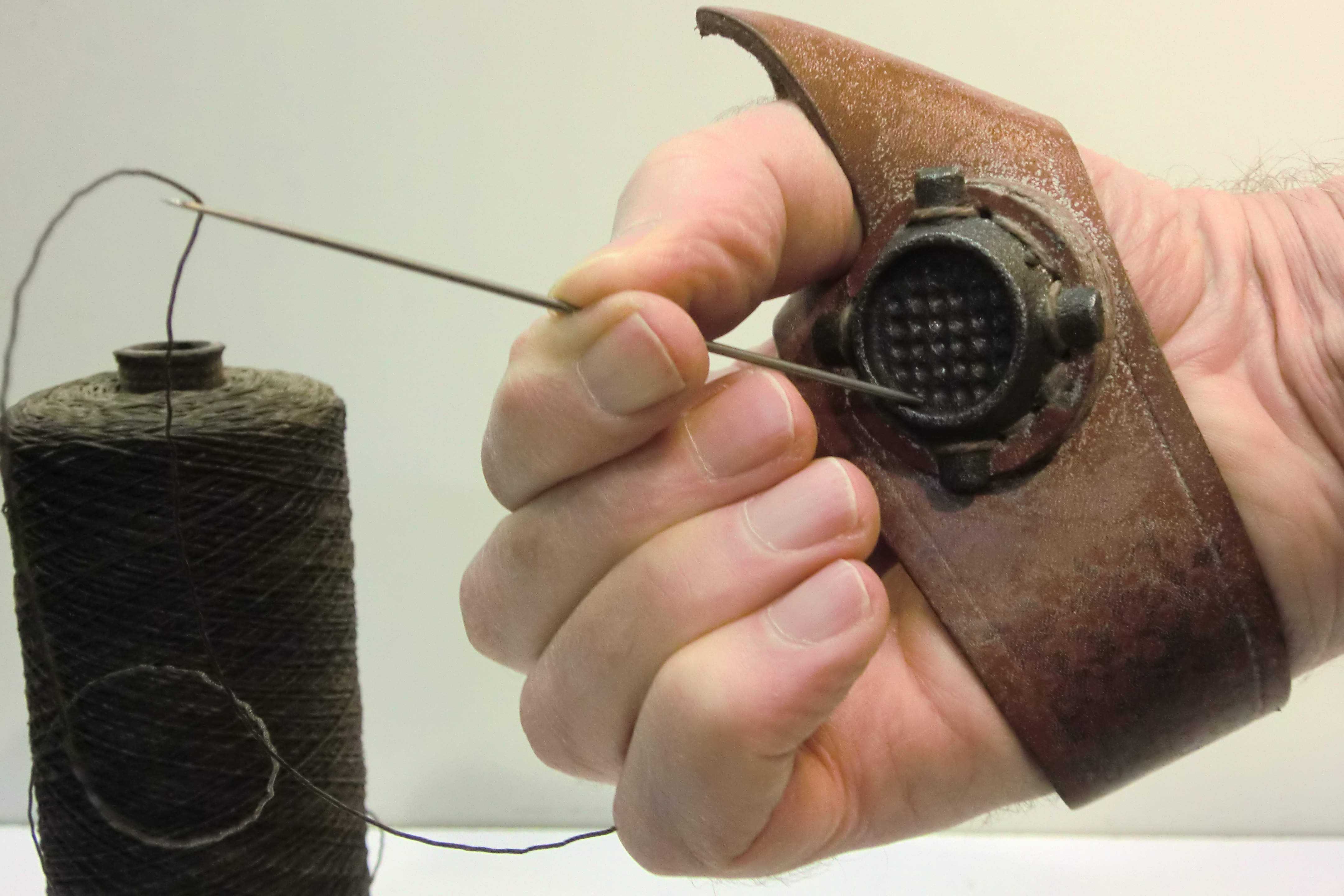
Garn, Nadel und Segelmacherhandschuh
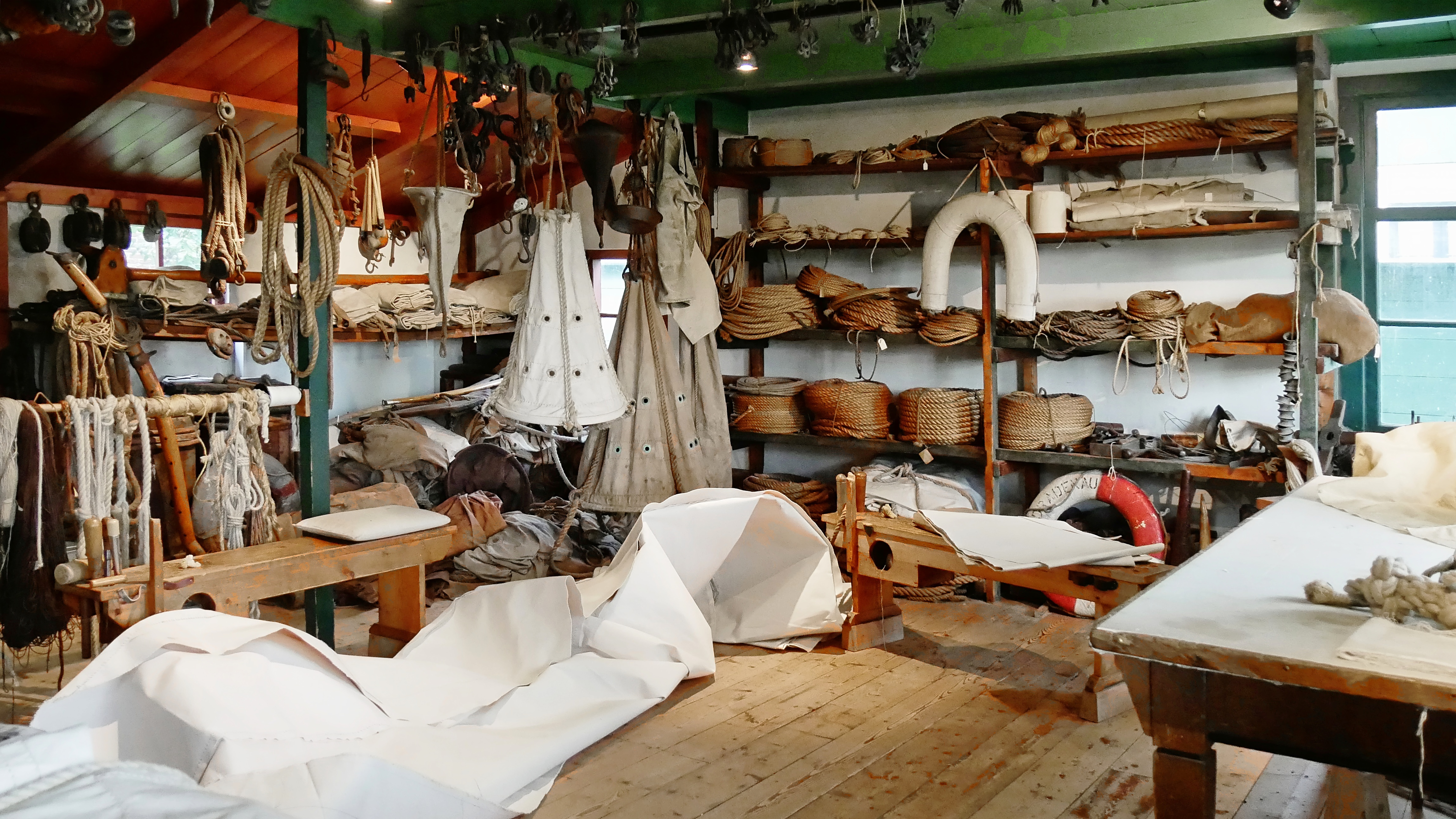
Historische Segelmacherwerkstatt im Zuiderzeemuseum

## International bekannte Segelmacher
- Berend Beilken (Beilken Sails GmbH)
- Hans Fogh (Elvstrøm Sails, North Sails, Fogh Sails)
- Ted Hood (Hood Sailmakers)
- Lowell North (North Sails)
- Thomas Ratsey und James Lapthorn (Ratsey & Lapthorn)